# Dasypolia rjabovi
Dasypolia rjabovi är en fjärilsart som beskrevs av Bundel 1966. Dasypolia rjabovi ingår i släktet Dasypolia och familjen nattflyn. Inga underarter finns listade i Catalogue of Life.